# Jimmy Finlayson
Jimmy Finlayson (nacido como James Henderson Finlayson; 27 de agosto de 1887 - 9 de octubre de 1953) fue un actor escocés que trabajó en el cine cómico mudo y sonoro. Calvo, con bigote postizo, Finlayson tiene muchos característicos gestos cómicos y es famoso por su entrecerrar de ojos y sus escandalosos movimientos de cabeza, y su clásica expresión "oooooh", que tan a menudo suele emplear en las comedias de Laurel y Hardy en su clásico papel que frustra los planes de la pareja.

## Carrera
Nacido en Larbert, Stirlingshire, Escocia, fueron sus padres Alexander e Isabella Henderson. Asistió al George Watson's College antes de salir de la Universidad de Edimburgo para comenzar una carrera como actor. 
Ganó el mejor papel en la producción de West End de Bunty Pulls the Strings. Finlayson emigró a Estados Unidos en 1912 para repetir el papel en Broadway, y renunció  al tour de teatro por el ancho del país para emprender su carrera en Hollywood. 
Se casó con Emily Gilbert en julio de 1919. Finlayson participó en numerosas comedias producidas por Mack Sennett, la mayoría son de las originales de Keystone Kops. Fue un actor de cuenta libre que comenzó tarde su carrera, y participó en algunas de sus últimas películas en Estados Unidos. 
Finlayson actuó en pequeños papeles en películas como Foreign Correspondent, Ser o no ser y Royal Wedding. Se retiró debido a una enfermedad muchos años antes de su muerte en 1953.
No obstante, es de los más recordados por sus trabajos para el estudio de Hal Roach.  Actuó en 33 rodajes de Laurel y Hardy, a menudo interpretando a un villano o a una persona que intenta deshacerse de Laurel y Hardy para apartarlos de su camino y así salirse con la suya; especialmente en las películas Big Business y Way Out West. Además, protagonizó durante largo tiempo el papel de Stan Laurel en 19 películas, y al rival de Oliver Hardy en 5 películas, antes de que Laurel y Hardy formasen una pareja juntos.
Su característico bigote fue principalmente un accesorio usado en películas de Hal Roach. En muchas de sus películas no pertenecientes a Hal Roach carecía de bigote.
Uno de los motes de Finlayson era Fin, porque interpretó a un personaje llamado Fin en The Bohemian Girl y a otro llamado Mickie Finn en Way Out West. No obstante, a la gente le gustó más su nuevo mote.
Una de las expresiones de Finlayson era alargar la cara, con una expresión de asombro similar a un "¡oohhh!".

## Defunción
Finlayson falleció el 9 de octubre de 1953 debido a un ataque de corazón a los 66 años, en Los Ángeles (California).